# Испания на «Детском Евровидении»
Испания на «Детском Евровидении» впервые начала участвовать на конкурсе 2003 года, который проходил в Копенгагене, Дания. Телевидение Испании (TVE), подразделение Испанской радиовещательной и телевизионной корпорации (RTVE) и член Европейского вещательного союза (EBU), отвечало за процесс выбора участников для участия. Испания использовала формат национального отбора, транслируя шоу под названием «Eurojunior», для выбора участника от страны. Первым участником, представлявшим страну на конкурсе 2003 года, был Серхио с песней «Desde El Cielo», который занял второе место из шестнадцати участвующих стран, набрав 125 баллов. В 2004 году, благодаря Марии Исабель, страна одержала свою первую и пока единственную победу. Испания не принимала участия с 2007 по 2018 год, но вернулась к участию в конкурсе в 2019 году.

## История
Испания является одной из шестнадцати стран, дебютировавших на первом конкурсе песни «Детское Евровидение» в 2003 году, который состоялся 15 ноября 2003 года на арене «Копенгаген-Форум» в Копенгагене. Серхио был первым участником, представившим Испанию с песней «Desde El Cielo», которая заняла второе место из шестнадцати возможных, набрав сто тридцать семь баллов. Испания - одна из самых успешных стран на конкурсе. Страна выиграла конкурс один раз: в 2004 году с песней «Antes Muerta Que Sencilla» в исполнении Марии Исабель, а также дважды занимала второе место: в 2003 и 2005 годах, и дважды занимала третье место: в 2019 году, при возвращении на конкурс, и повторно в 2020 году. Оставшийся испанский участник занял четвертое место в 2006 году, таким образом, Испания до конкурса 2021 года являлась страной, которая участвовала в конкурсе и никогда не выходила за пределы топ-5. Испанская телекомпания «Televisión Española» (TVE) отказалась от участия в 2007 году, заявив, что «Детское Евровидение пропагандирует стереотипы, которые мы не разделяем».
В 2012 году веб-сайт esckaz.com спросил испанскую телекомпанию TVE об их участии в будущем. TVE не смогла дать утвердительный или отрицательный ответ касаемо их участия. С 2013 года было предпринято несколько попыток добиться возвращения Испании на конкурс. Во время конкурса песни «Евровидение 2014» в Копенгагене глава испанской делегации Федерико Льяно заявил, что TVE не планирует участвовать в конкурсе 2014 года. Также в 2014 году было заявлено, что телевизионный комитет Европейского вещательного союза обсудит возможность допуска коммерческих телеканалов к участию, чтобы договориться с испанскими частными вещателями о возвращении Испании на конкурс. Эти попытки не увенчались успехом. В 2015 году несколько СМИ сообщили, что TVE работает над возвращением на конкурс, но и эти заявления не были подтверждены вещателем.
13 мая 2016 года Исполнительный супервайзер EBU Юн Ула Санн объявил на пресс-конференции, что EBU поддерживает контакты с вещателями из нескольких стран, включая Испанию, чтобы они приняли участие в конкурсе 2016 года. Однако 28 сентября 2016 года, Испания не была включена в список семнадцати стран-участниц конкурса.

### Возвращение
RTVE вернулся на конкурс в 2019 году после 13-летнего отсутствия. Возвращение страны оказалась успешным. Её представила Мелани Гарсия с песней «Marte» (на рус. «Марс»), которая заняла 3-е место с 212 баллами. Страна продолжила своё участие в 2020 году. Её представила Солеа с песней «Palante» (на рус. «Двигайся»). Она повторила прошлогодний результат страны. Солеа заняла 3-е место со 133 баллами. В 2021 году в Париже страну представлял Леви Диас с песней «Reír» (на рус. «Смеяться»), который занял 15-е место с 77 баллами, принеся худший результат за всю историю участия страны на конкурсе. В 2022 году страну представил Карлос Ихес с песней «Sеñorita» (на рус. «Девушка»). Испания вернулась в топ-10, он занял 6-е место со 137 баллами. В 2023 году на конкурсе Испанию представляла Сандра Валеро с песней «Loviu» (на рус. «Люблю тебя»). Она заняла 2-е место с 201 баллом. Это лучший результат страны с момента её возвращения в 2019 году. 14 февраля 2024 года стало известно, что Испания проведёт у себя «Детское Евровидение — 2024», а 10 мая 2024 года стал известен город и арена, на которой состоится конкурс — арена «Caja Mágica» в Мадриде. 18 июля 2024 года было объявлено, что 9-летняя Хлое де ла Роза представит Испанию на «Детском Евровидении – 2024».

## Участники
Победитель
     Второе место
     Третье место
     Четвёртое место
     Пятое место
     Последнее место
     Не участвовала или была дисквалифицирована
     Несостоявшееся участие
| 2003                              | Копенгаген  | Серхио          | «Desde El Cielo»            | «С небес»                            | Испанский | 2  | 125 |
| 2004                              | Лиллехаммер | Мария Исабель   | «Antes muerta que sencilla» | «Лучше быть мёртвой, чем простушкой» | Испанский | 1  | 171 |
| 2005                              | Хасселт     | Антонио Хосе    | «Te Traigo Flores»          | «Я принёс тебе цветок»               | Испанский | 2  | 146 |
| 2006                              | Бухарест    | Дани            | «Te Doy Mi Voz»             | «Я даю тебе свой голос»              | Испанский | 4  | 90  |
| Не участвовала с 2007 по 2018 год |             |                 |                             |                                      |           |    |     |
| 2019                              | Гливице     | Мелани Гарсиа   | «Marte»                     | «Марс»                               | Испанский | 3  | 212 |
| 2020                              | Варшава     | Солеа           | «Palante»                   | «Двигайся»                           | Испанский | 3  | 133 |
| 2021                              | Париж       | Леви Диас       | «Reír»                      | «Смеяться»                           | Испанский | 15 | 77  |
| 2022                              | Ереван      | Карлос Ихес     | «Sеñorita»                  | «Девушка»                            | Испанский | 6  | 137 |
| 2023                              | Ницца       | Сандра Валеро   | «Loviu»                     | «Люблю тебя»                         | Испанский | 2  | 201 |
| 2024                              | Мадрид      | Хлоя де ла Роза | «Como la Lola»              | «Как Лола»                           | Испанский | 6  | 144 |
| 2025                              | Тбилиси     | Гонсало Пинийос |                             |                                      |           |    |     |

## Как принимающая страна
14 февраля 2024 года стало известно, что Испания впервые проведёт Детское Евровидение. 10 мая 2024 года RTVE и Европейский вещательный союз провели пресс-конференцию в «Malmömässan», Мальмё, на которой было объявлено место проведения конкурса — арена «Caja Mágica» в Мадриде.
| Год  | Город проведения | Место проведения    | Ведущие                                  | Источник |
| ---- | ---------------- | ------------------- | ---------------------------------------- | -------- |
| 2024 | Мадрид           | Арена «Caja Mágica» | Рут Лоренсо, Марк Клотет и Мелани Гарсиа | [ 1 ]    |

## Фотогалерея
- Антонио Хосе в Хасселте (2005)
- Дани в Бухаресте (2006)
- Мелани Гарсиа в Гливице (2019)

## Комментаторы и глашатаи
Конкурсы транслируются онлайн по всему миру через официальный сайт Детского песенного конкурса «Евровидение» и YouTube-канал. Испанская телекомпания «Televisión Española» (TVE)  присылает на каждый конкурс своих комментаторов, чтобы они комментировали конкурс на испанском языке. Глашатаи также самостоятельно выбираются национальным вещателем для того, чтобы объявлять баллы от Испании. Ниже в таблице приведена подробная информация о каждом комментаторе и глашатае, начиная с 2003 года.
| Год       | Комментатор                                 | Глашатай                 |
| --------- | ------------------------------------------- | ------------------------ |
| 2003      | Фернандо Арджента                           | Джимми Кастро            |
| 2004      | Фернандо Арджента                           | Лучо                     |
| 2005      | Беатрис Пекер и Лучо                        | Гонсало Гутьеррес Бланко |
| 2006      | Фернандо Арджента и Лучо                    | Лусия                    |
| 2007-2018 | Не транслировала                            | Не участвовала           |
| 2019      | Тони Агилар, Хулия Варела и Виктор Эскудеро | Виолета Лил              |
| 2020      | Тони Агилар, Ева Мора и Виктор Эскудеро     | Мелани Гарсия            |
| 2021      | Тони Агилар и Хулия Варела                  | Лучия Аркос              |
| 2022      | Тони Агилар и Хулия Варела                  | Хуан Диего               |
| 2023      | Тони Агилар и Хулия Варела                  | Хуан Диего               |
| 2024      | Тони Агилар и Хулия Варела                  | Карлос Ихес              |

### Комментарии
1. ↑  В песне содержатся три повторяющиеся фразы на английском языке.
2. ↑  Содержит повторяющиеся фразы на английском, французском, итальянском и португальском языках.